# 石川優美&Pono Lani
石川優美&Pono Lani（いしかわゆみアンド・ポノ・ラニ）「は、日本の夫婦音楽ユニット。ハワイ生まれのスラックキーギターをベースに、ハワイ語や日本語のオリジナル曲、トラディショナル、ポップ・ミュージック、唱歌などをレパートリーとして活動している。

## 略歴
2007年に活動スタート。2008年6月22日、1stアルバム「Lani Mali’e」をリリース。演奏、レコーディング、ミキシングの全てを2人だけで行う。ハワイアントラディショナル、スラックキーギターによる器楽曲、ハワイ語のオリジナル曲等を収録。
2008年にNHK Eテレ「おかあさんといっしょ」に石川優美が作詞作曲、Pono Lani（石川進一郎）が編曲した「フ〜ララ ホアロハ ラ〜」を楽曲提供。7月・8月の2ヶ月間オンエアされた。
2009年、毎年夏に続けて来たプラネタリウム・コンサートを、日本とハワイの文化交流を目的に日米で共同制作し、9月にハワイ島ヒロのイミロア天文学センターで開催した。コンサート終了後はプラネタリウム番組として編集され、秋〜冬に常設番組として上映された。
2010年6月20日に2ndアルバム「Ka Noe Lani」、8月15日に1stシングル「老眼になった君へ」をリリース。
2011年4月24日に東日本大震災チャリティーアルバム「Welina 〜祈りとともに〜」リリース。
2011年、1stシングル「老眼になった君へ」が、STVラジオ2011年リクエストランキング年間8位を記録し、民放連100人Wishに選ばれた。2013年には、NHKラジオ「深夜便のうた」に選ばれ、10月-12月の3ヶ月間オンエア、「老眼になった君へ 〜愛〜 」として日本コロムビアよりマキシシングルとしてリリースされた。
2013年4月23日放送NHK Eテレ「きょうの料理」ハワイアンパンケーキの回に出演、演奏。
2013年6月23日に3rdアルバム「Aloha ‘Aina」リリース。
2014年11月10日にクリスマス ミニアルバム「Merry Christmas!!〜大切な君へ〜」をリリース。
2017年9月30日に、マキシシングル「Miho i ka la’i」リリース。三保の松原で開催されるフェスティバル、アロハ三保フェスティバルのテーマ曲として採用された。
2018年7月1日に4thアルバム「Ho’omau’ana」リリース。
2019年2月3日に初のアナログレコード（LP盤）リリース。
2023年4月、東京から札幌へ活動拠点を移し、11月から札幌市の三角山放送局にてのパーソナリティに就任。ハワイの音楽、ハワイの文化や歴史を紹介している。

## メンバー
- 石川優美（1月11日 - ）

亀渕友香率いるゴスペルコーラスグループVOJA(The Voices of Japan)の初代メンバーとして活動。その後、フリーランスで作詞・作曲、ボーカル、バックコーラス等の活動を行う。
代表作は2004年にNHK「みんなのうた」でボーカルに起用された「ファンタ爺さんのうた」、2001年に藤井フミヤに詞を提供した楽曲「Doo-bee,Doo-bee freedom」「Endless Night」など。
1999年に山内雄喜との出会いをきっかけにハワイアン・ミュージックに魅了され、山内雄喜をリーダーとするパイナップル・シュガー・ハワイアン・バンドに参加、アルバム制作やライブ活動を行う。
Kumu Keli'i Tau'aからハワイ語、ハワイ語での作詞を学ぶ。
サンディー、KONISHIKIのライブではバックコーラス、KONISHIKIの3枚のアルバムにはコーラス・コーラスアレンジとして参加。
2004年にコーラスグループAloha Sistersを結成し、アルバム2枚をリリース。
2008年7月には大阪とアメリカを拠点に活動するSweet Hollywaiiansとの共演による「Maile Swing」をリリース。戦前のハワイアンスタイルにこだわり、全曲歌と演奏を同時録音。
2011年、STVラジオで、パーソナリティを務める番組「石川優美のアロハ アーイナ」がスタート。2013年4月からは富山KNBラジオでも放送開始。2016年3月まで毎週、約5年間放送された。
2012年5月〜7月、NHK Eテレ「いないいないばあっ!」にて作詞した曲、「じゅわわわ〜〜ん！」が放送された。
- Pono Lani（12月10日 - ）本名：石川進一郎

Pono Laniは師匠の山内雄喜よりもらったハワイアン・ネーム。10代でビートルズとの出会いをきっかけにギターを始める。その後、マルチトラックレコーダーによる楽曲制作を開始、並行してオリジナル曲を中心としたバンド活動を行う。1999年に山内雄喜との出会いをきっかけにハワイアン・ミュージックに魅了され、スラックキーギター、ウクレレ、スティール・ギターを始める。

## ディスコグラフィ

### アルバム
- Lani Mali’e (ラニ・マーリエ) Smiley Honu Records HONU-001（2008年6月22日 ）
- Ka Noe Lani (カ・ノエ・ラニ) Smiley Honu Records HONU-002（2010年6月20日 ）
- Aloha ‘Aina (アロハ・アーイナ) Smiley Honu Records HONU-003（2013年6月23日 ）
- Ho’omau’ana (ホオマウアナ) Smiley Honu Records HONU-004（2018年7月1日 ）

### アナログLP
- Ho’omau’ana  〜Selection with anthology〜Smiley Honu Records HONU-L001（2019年2月3日 ） （A面は4thアルバム「Ho’omau’ana」よりセレクトした5曲、B面は1st、2nd、3rdアルバムよりセレクトした5曲をリマスタリングし収録）

### ミニアルバム
- Welina 〜祈りとともに〜（東日本大震災チャリティーアルバム）Smiley Honu Records HONU-S002（2011年4月24日 ）
- Merry Christmas!!〜大切な君へ〜（クリスマス ミニアルバム）Smiley Honu Records HONU-S003（2014年11月10日 ）

### マキシシングル
- 老眼になった君へ 〜愛〜 C/W 潮風通り（NHKラジオ”深夜便のうた） 日本コロムビア COCA-16762（2013年10月2日 ）
- Miho i ka la’i（アロハ三保フェスティバル テーマ曲）Smiley Honu Records HONU-S004（2017年9月30日 ）